# Långetjärnen (Krokstads socken, Bohuslän)
Långetjärnen är en sjö i Munkedals kommun i Bohuslän och ingår i Örekilsälvens huvudavrinningsområde. Sjön är 8,5 meter djup, har en yta på 0,04 kvadratkilometer och befinner sig 125 meter över havet.